# Halle verrière de Meisenthal
La Halle Verrière est un lieu de création et de diffusion culturelle pluridisciplinaire situé au cœur de l'ancien site verrier de Meisenthal, dans la commune française de Meisenthal en Moselle. Son activité culturelle est axée autour de trois dominantes : les arts-plastiques, les musiques actuelles et le spectacle vivant.

## Histoire et projet architectural
(juillet 2025).
- Choisir de 1 à 3 thèmes correspondant le mieux à cet article et figurant obligatoirement dans la liste ci-après pour mieux classer cette controverse.

- « Art et culture »
- « Biographie »
- « Droit »
- « Économie »
- « Histoire »
- « Informatique »
- « Philosophie »
- « Politique et société »
- « Religions et croyances »
- « Science »
- « Sport »
- « Autres »

Ajoutez les thèmes dans le bandeau, sans les guillemets ; par exemple :  {{Désaccord de neutralité|Droit|Informatique}}
(Attention, cela fera disparaître ce message d'aide)
- Cliquer sur le lien "Discussion:Halle verrière de Meisenthal/Neutralité" pour y expliquer vos arguments ; autrement, le bandeau sera retiré.
- Copier / coller en début de cette liste le texte suivant :

* 14 : [[:Halle verrière de Meisenthal]] mis en place par ~~~ ([[Discussion:Halle verrière de Meisenthal/Neutralité|justification]])
- Éventuellement, vous pouvez vous servir du modèle {{passage non neutre}} pour mettre en évidence les passages de l'article vous ayant conduit à l’apposition du bandeau.

La verrerie de Meisenthal a rythmé la vie du petit bourg lorrain de 1711 à 1969. Ses deux siècles et demi d’histoire ouvrière auront été témoins de la collaboration entre Emile Gallé – l’un des pionniers de l’Art nouveau – et les verriers virtuoses de Meisenthal.
Deux des bâtiments qui constituent cet ancien site industriel sont réaménagés au début des années 90, l’un en Musée du Verre et du Cristal, l’autre en Centre international d'art verrier (CIAV). Le troisième bâtiment, l’ancienne unité de production, que l’on nomme aujourd’hui la Halle Verrière est devenue, grâce à une première tranche de travaux de mise en sécurité et de valorisation de la friche – réalisés entre 2004 et 2005 dans le respect de sa mémoire industrielle et ouvrière – un lieu de création et de diffusion culturelle pluridisciplinaire, fortement implanté dans son territoire, avec un rayonnement important auprès du public et des artistes.
La Halle Verrière présente un volume très imposant de près de 4400m2 au cachet post-industriel très marqué. Sa charpente actuelle, véritable innovation technique à l’époque de sa construction (entre 1950 et 1960) repose sur une structure métallique autoporteuse rivetée sans poteaux centraux, ouvrant un champ visuel presque entièrement dégagé sur l’architecture intérieure. Deux fours de fusion (production de verre à chaud) et une tour de contrôle appuyée sur une cheminée intérieure tronquée, subsistent en partie Nord-Ouest, derniers témoins de l’ère de production industrielle du bâtiment.
La salle de spectacle (de type Scène de Musiques Actuelles), d’une capacité de 340 places assises et 900 places debout, permet d’accueillir les artistes et le public. Cette « Boîte Noire » nouvelle génération, est notamment dotée de gradins rétractables et d’une scène biface modulable et mobile permettant d’augmenter la jauge jusqu’à 3000 places debout dans la configuration la plus grande..
Pour répondre aux exigences des artistes et du public en matière de son et lumières, ce nouvel espace est un condensé d’innovations architecturales et techniques. En complément de cette nouvelle salle, un bar fixe et équipé permettra au public de se restaurer pendant les spectacles. Cet espace, de 150 places, offre également la possibilité de proposer au public une configuration beaucoup plus intimiste.

## Domaines d'activités
L'activité de création et de diffusion culturelle de la Halle Verrière s'articule autour de trois disciplines artistiques, rassemblées en un même lieu, avec pour intention de croiser les publics et de les attirer vers de nouvelles découvertes artistiques. Cette volonté s'exprime également dans la mise en œuvre d'actions pédagogiques tournées vers les jeunes publics et les scolaires.
Le choix de rassembler en un même lieu, plusieurs disciplines artistiques autour de missions communes de création, de sensibilisation artistique et de diffusion, découle de l’intention de croiser les publics, de les attirer vers de nouvelles découvertes culturelles et de leur permettre de rencontrer artistes et créateurs.
La programmation s’attache à mettre à l’honneur tant des artistes de renom que de jeunes créateurs. Plusieurs rendez-vous annuels sont désormais fortement identifiés : le festival de théâtre de rue Demandez-Nous la Lune !, le festival itinérant Il été une fois…, le festival jeune public Wowox, les concerts de musiques actuelles labellisés Rock à l’Usine (accueillant jusqu’à 3000 personnes), des expositions d’art contemporain, ainsi que des spectacles, concerts et actions d’éducation artistique et culturelle tout au long de l’année. En moyenne, ce sont plus de 50 événements publics par an qui sont accueillis, coordonnés et/ou financés par le CADHAME.

### Arts-plastiques
Deux fois par an, sur les périodes de juillet-août et novembre-décembre, la Halle accueille des expositions d'art contemporain où les artistes sont amenés à investir l'espace de la Halle avec des installations in-situ sur invitation de l'artiste et sculpteur d'origine allemande Stephan Balkenhol, conseiller pour les arts plastiques au sein du CADHAME. Les artistes sont aussi bien de jeunes plasticiens en développement de carrière que des artistes de renommée internationale. Il est possible de citer entre autres  Jannis Kounellis (2006), Daniel Buren (2006), Panamarenko (2007), Yves Chaudouët (2007), Jan Fabre (2008), Tony Cragg (2012), Zimoun (2019), Bernar Venet (2023).

### Musiques actuelles
Depuis l’origine, le projet de la Halle Verrière défend les Musiques Actuelles, en produisant au sein de la Halle Verrière les têtes d’affiches musicales nationales et internationales, en soutenant les formations en développement de carrière et en encourageant l’émergence de la pratique amateure.
La configuration modulable des espaces permet d’inventer de nouvelles formes de diffusion, avec des salles dimensionnées par rapport au potentiel et à la notoriété des artistes accueillis.
La Boîte Noire, salle de diffusion et de création, incluse au projet de réhabilitation architecturale du Site Verrier de Meisenthal a été inaugurée en octobre 2019. Elle bénéficie de nombreux équipements techniques et acoustiques de pointe, qui en font l’une des meilleures salles de spectacle du Grand Est, parfaitement équipée pour accueillir tout type de spectacles vivants contemporains. Les équipements intégrés à cette salle sont, en outre, parfaitement modulables (gradins et scène) pouvant, au besoin, être déployés ou totalement rangés, et pouvant s’ouvrir vers la Halle Verrière. Sa jauge publique s’étend de 340 places assises à 900 places debout. La salle de spectacle est également équipée d’un bar attenant pouvant accueillir jusqu’à 150 personnes, qui nous permet la diffusion de café-concert dans un format plus intimiste propice aux groupes en émergence.
Le temps fort Rock à l’Usine existe depuis 1988. Il prend place dans la partie Usine de la Halle Verrière, comme son nom l’indique. Avec le temps ce rendez-vous a trouvé son public et contribué à l’essor des Musiques Actuelles dans le Pays de Bitche et au-delà. Aujourd’hui, la configuration hyper modulable des équipements de la Halle et notamment de la Boîte Noire, avec son fond de scène amovible s’ouvrant sur l’espace de l’usine, et la capacité de cette dernière allant de 1600 places assises à 3000 places debout, offrent de nombreuses facilités à la programmation.

### Théâtre et spectacle vivant
Que ce soit avec des spectacles protéiformes donnant à voir sur scène plusieurs disciplines artistiques notamment en alliant la musique avec le cirque contemporain par exemple, ou en liant art vivant et le numérique, les compagnies accueillies à la Halle Verrière investissent le champ des possibles. 
De même, le rapport au public est également réinventé lorsque la Halle Verrière propose des représentations hors-les-murs essentiellement en arts de la rue à l’occasion des festivals Demandez-nous la lune ! ou Il été une fois. Ces temps forts sont l’occasion de tester de nouvelles configurations en rompant la forme traditionnelle de représentation en bi-frontal, l’espace public devenant un terrain de jeu pour transformer la relation entre une œuvre et son public. La Halle Verrière s'attache à mettre en valeur les compagnies qui mettent au cœur de leur spectacle le public en proposant des formes participatives ou en co-construisant des projets artistiques en lien avec les habitants.
- Tous les ans, à la suite d'une première édition en 2007, le festival Demandez-Nous la Lune ! est l’un des temps forts de la programmation de la Halle Verrière. Il est devenu un événement phare des arts de la rue sur notre territoire élargi accueillant plus de 5000 personnes sur 2 jours, le dernier week-end de mai.
- Depuis sa création, en 2006, le festival itinérant Il été une fois… a pour vocation d’amener la culture au plus près des habitants du territoire de la Communauté de Communes du Pays de Bitche. Entre cirque, théâtre, musique, chant et mime, les spectacles présentés offrent un bel exemple de la richesse artistique et de la diversité des arts de la rue.